# S/2007 S 3
S/2007 S 3 är en av Saturnus månar. Den upptäcktes 18 januari 2007.
S/2004 S 7 är 5 kilometer i diameter och har ett genomsnittligt avstånd på 20 518 500 kilometer från Saturnus. Den har en lutning av 177,22° till ekliptikan i en retrograd riktning och med en excentricitet av 0,130.
S/2007 S 3 har ännu inte fått något officiellt namn.